# Galagadon nordquistae
Galagadon nordquistae — викопний вид акул ряду сучасного воббегонгоподібних (Orectolobiformes), що існував у кінці крейдового періоду.

## Назва
Акула була названа в честь відеоігри «Galaga» через схожість між зубами і космічними кораблями у грі. А видову назву Galagadon nordquistae отримав на честь волонтера Карен Нордквіст, яка допомагала шукати зуби акули в залишках породи.

## Скам'янілості
Описаний з рештком двох десятків зубів, що знайдені у штаті Південна Дакота, США. За словами дослідників, щоб знайти решкти, вони були змушені пересіяти понад 2 т породи. Рештки зберігаються в Музеї природної історії ім. Філда в Чикаго.

## Опис
Невелика акула, завдовжки до 45 см. Численні зуби не перевищували 1 мм.

## Спосіб життя
Акула мешкала в річках та прісних водоймах. Судячи із зубів, ця акула харчувалася дрібною рибою, равликами і річковими раками.